# Ferrero Küsschen

Produktlogo

Ferrero Küsschen sind Nuss-Pralinen der Firma Ferrero, die aus einem Kern aus Haselnüssen bestehen und mit Schokolade überzogen sind. Das Produkt kam 1968 auf den deutschen Markt.

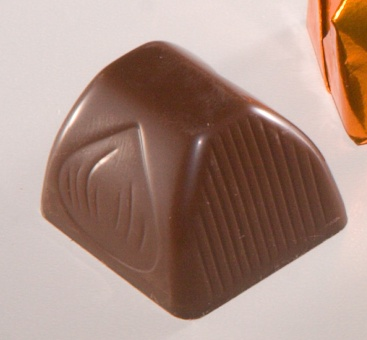
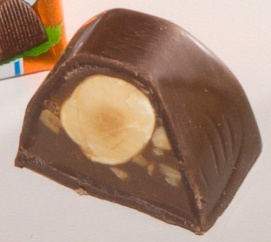

## Zusammensetzung
Die Zutaten sind (Stand 2023):
- 31 % Milchschokolade (Zucker, Kakaomasse, Kakaobutter, Vollmilchpulver, Butterreinfett, Emulgator Sojalecithin und Vanillin)
- 27 % Haselnüsse
- 15 % Halbbitterschokolade
- pflanzliche Fette
- Zucker
- eiweißangereichertes Molkenpulver
- fettarmer Kakao
- Vanillin

## Vertrieb
Die quaderförmige Normalpackung enthält 32 Stück, die riegelförmige Kleinpackung 5 Stück. Daneben werden Ferrero-Küsschen auch zu 20 Stück in der sechseckigen Geschenkpackung und zu 14 Stück im Beutel verkauft.
In den USA wurde früher eine gleichartige Praline durch Ferrero unter dem Namen Mon Chéri vertrieben (was insofern verwirrend war, als unter diesem Namen in Deutschland ein anderes Ferrero-Produkt erhältlich ist).
In Deutschland ist die Marke seit 1986 als geschützt eingetragen für die Warenklasse 30 (Pralinen).

## Werbung
Ferrero Küsschen sind in den 1990er-Jahren besonders durch die Werbung mit dem Slogan „Guten Freunden gibt man ein Küsschen“ bekannt geworden. Während 1992 in den Werbespots noch die Freundschaft und Geselligkeit betont wurde, verkehrte sich das 1993 zum Egoismus, und so hieß es „Meine Ferrero Küsschen? – Die sind zum Wegknabbern viel zu schade.“
Vor der Bundestagswahl 2013 brachte Ferrero einen Werbespot heraus, in dem mit Slogans wie Deutschland wählt Weiß, Yes weiß can und Weiß Nuss (= muss) bleiben für weiße Ferrero Küsschen geworben werden sollte. Der Spot brachte dem Unternehmen Rassismus-Vorwürfe ein und wurde nach massiver Kritik wieder eingestellt.